# Rungeln
Rungeln är en sjö i Oskarshamns kommun i Småland och ingår i Virån-Emåns kustområde. Sjön är 3 meter djup, har en yta på 1,1 kvadratkilometer och befinner sig 34 meter över havet. Sjön avvattnas av vattendraget Skallarebäck.

## Delavrinningsområde
Rungeln ingår i det delavrinningsområde (635465-153676) som SMHI kallar för Utloppet av Rungeln. Medelhöjden är 51 meter över havet och ytan är 29,3 kvadratkilometer. Det finns inga avrinningsområden uppströms utan avrinningsområdet är högsta punkten. Avrinningsområdets utflöde Skallarebäck mynnar i havet. Avrinningsområdet består mestadels av skog (85 procent). Avrinningsområdet har 1,99 kvadratkilometer vattenytor vilket ger det en sjöprocent på 6,8 procent.